# Elke Koch
Elke Koch (* 1970) ist eine deutsche Germanistin und Literaturwissenschaftlerin.

## Leben
Sie studierte Germanistik, Anglistik und Politikwissenschaft in Marburg und Berlin. Nach der Promotion 2004 war sie von 2008 bis 2011 Heyne-Juniorprofessorin für Germanistische Mediävistik an der Universität Göttingen. Seit 2011 ist sie Professorin für Ältere deutsche Literatur und Sprache an der FU Berlin.
Ihre Arbeitsschwerpunkte sind Erzählliteratur um 1200, religiöse Dichtung, v. a. geistliches Spiel, Legende, historische und literarische Anthropologie und historische Medialität.

## Schriften (Auswahl)
- Trauer und Identität. Inszenierungen von Emotionen in der deutschen Literatur des Mittelalters. Berlin 2006, ISBN 3-11-018570-9.
- mit Evamaria Heisler und Thomas Scheffer (Hrsg.): Drohung und Verheißung. Mikroprozesse in Verhältnissen von Macht und Subjekt. Freiburg im Breisgau 2007, ISBN 3-7930-9497-9.
- mit Heike Schlie (Hrsg.): Orte der Imagination – Räume des Affekts. Die mediale Formierung des Sakralen. Paderborn 2016, ISBN 3-7705-5955-X.
- mit Julia Weitbrecht, Maximilian Benz, Andreas Hammer, Nina Nowakowski, Stephanie Seidl und Johannes Traulsen: Legendarisches Erzählen. Optionen und Modelle in Spätantike und Mittelalter. Berlin 2019, ISBN 978-3-503-18800-0.